# Вирбиця
Вирби́ця (болг. Върбица) — місто в Шуменській області Болгарії. Адміністративний центр общини Вирбиця.

## Населення
За даними перепису населення 2011 року у місті проживали 3325 осіб.
Національний склад населення міста:
| Національність   | Кількість осіб | Відсоток |
| ---------------- | -------------- | -------- |
| цигани           | 1841           | 56,3%    |
| турки            | 828            | 25,3%    |
| болгари          | 559            | 17,1%    |
| інша             | 9              | 0,3%     |
| не визначились   | 32             | 1,0%     |
| Всього відповіли | 3269           |          |

Розподіл населення за віком у 2011 році:
Динаміка населення: